# 洛纳克
洛纳克（法語：Launac，法語發音：[lonak]）是法国上加龙省的一个市镇，属于图卢兹区。

## 地理
洛纳克（43°44'34"N, 1°10'50"E）面积22.32 平方千米，位于法国奧克西塔尼大區上加龙省，该省份为法国西南部内陆省份，西南端与西班牙接壤，自此顺时针与上比利牛斯省、热尔省、塔恩-加龙省、塔恩省、奥德省和阿列日省接壤。
与洛纳克接壤的市镇（或旧市镇、城区）包括：勒比尔戈、德吕达斯、格勒纳德、佩勒波尔、圣塞泽尔、蒂勒、拉拉。
洛纳克的时区为UTC+01:00、UTC+02:00（夏令时）。

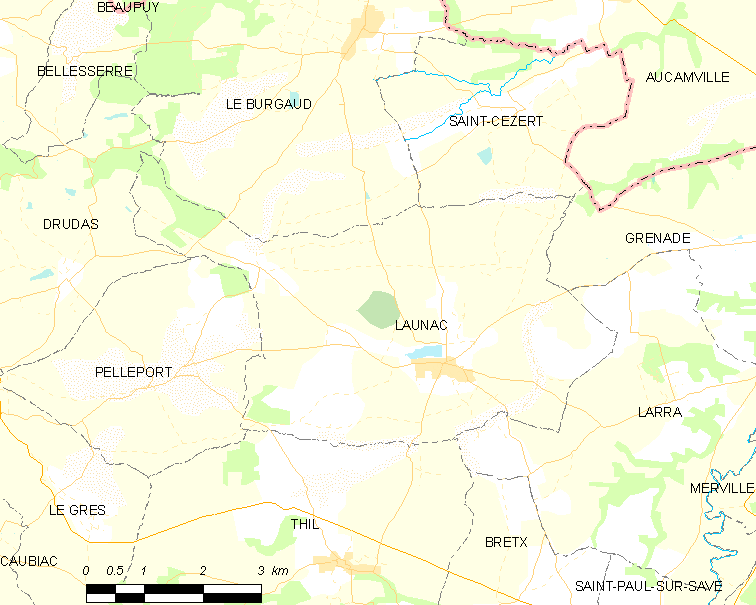
洛纳克的OSM定位图

## 行政
洛纳克的邮政编码为31330，INSEE市镇编码为31281。

## 政治
洛纳克所属的省级选区为莱格万县。

## 人口

1962-2008年间洛纳克人口变化图示

洛纳克于2022年1月1日时的人口数量为1305人。

## 图集

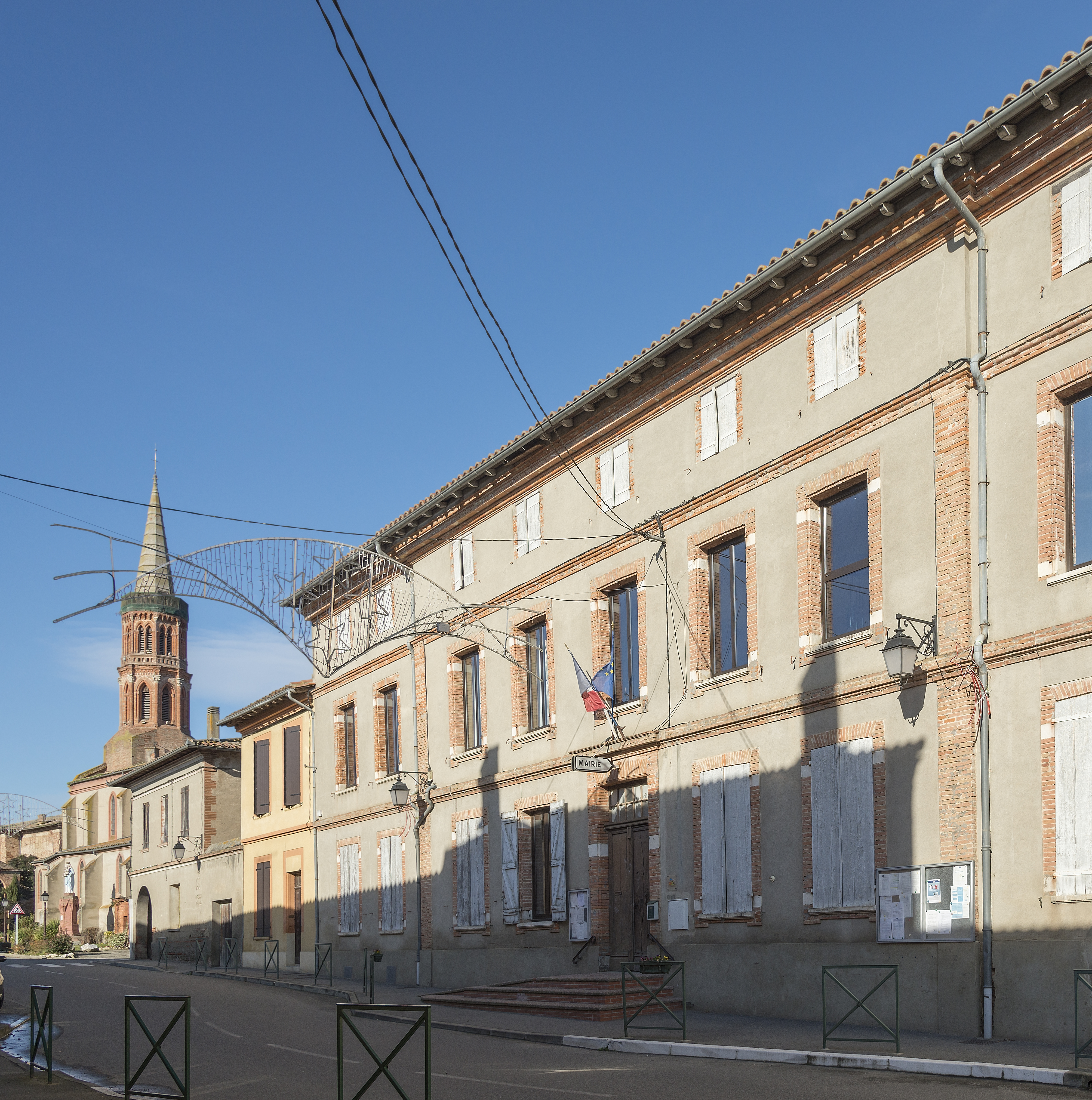
市政厅
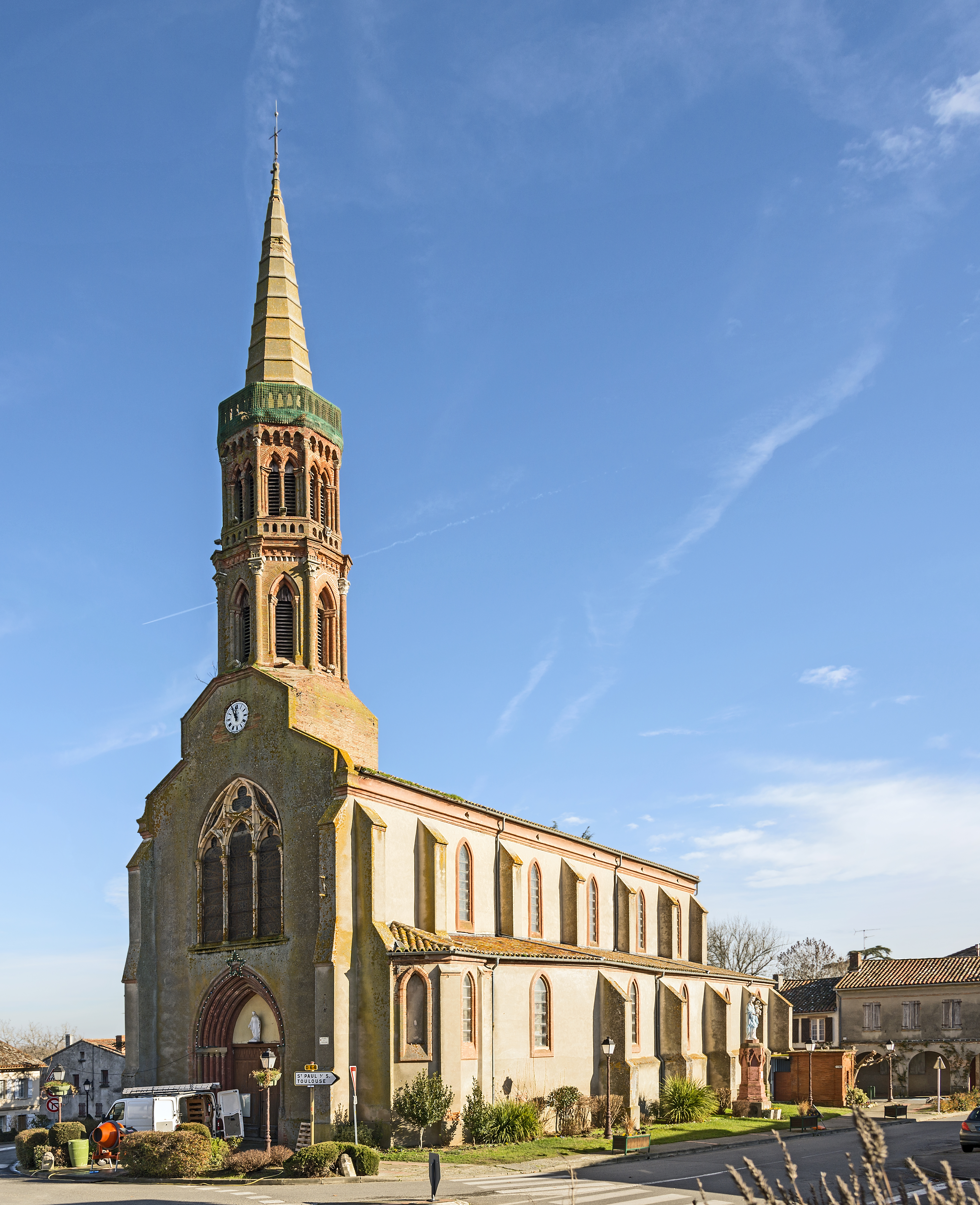
教堂
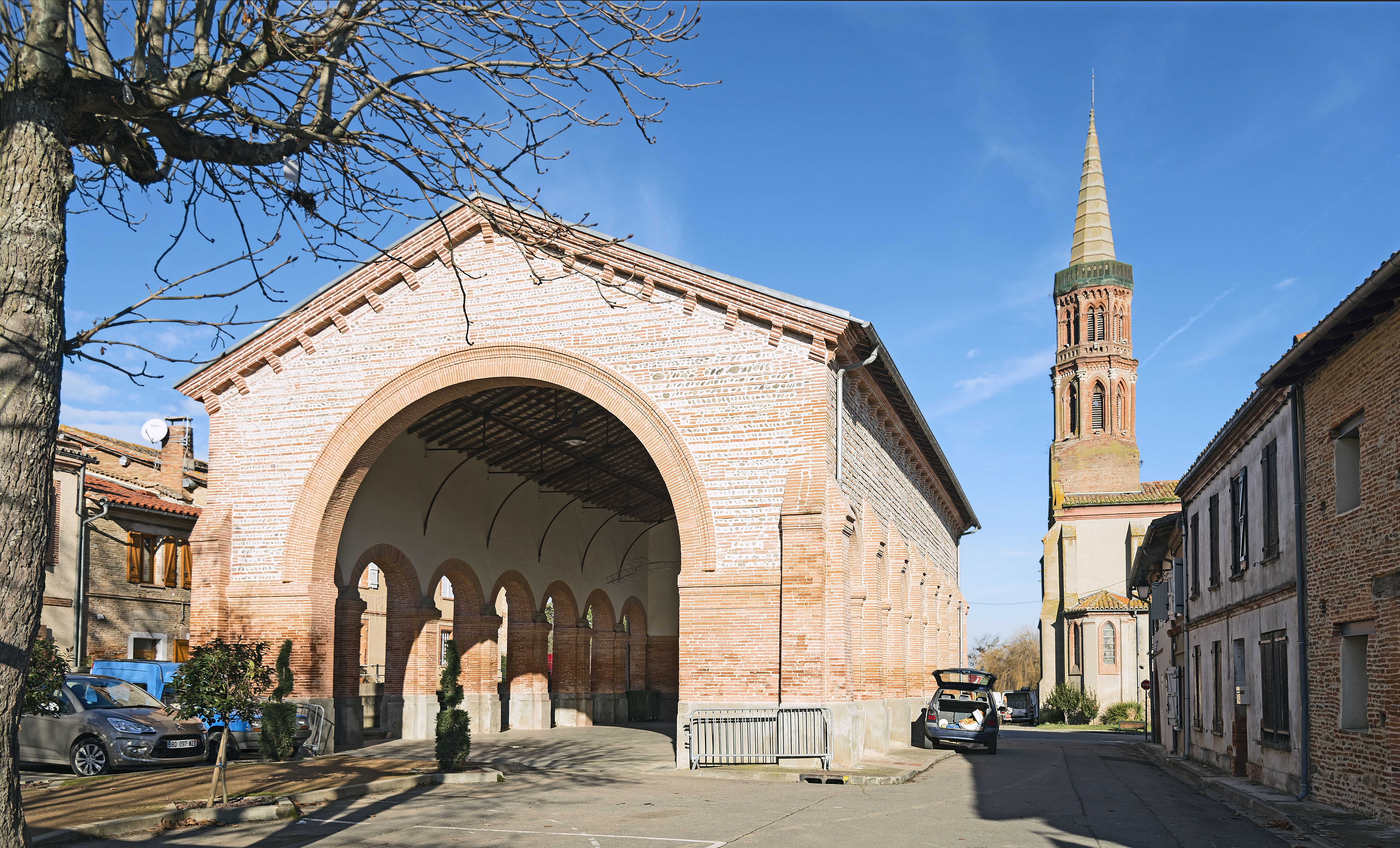
室内集市
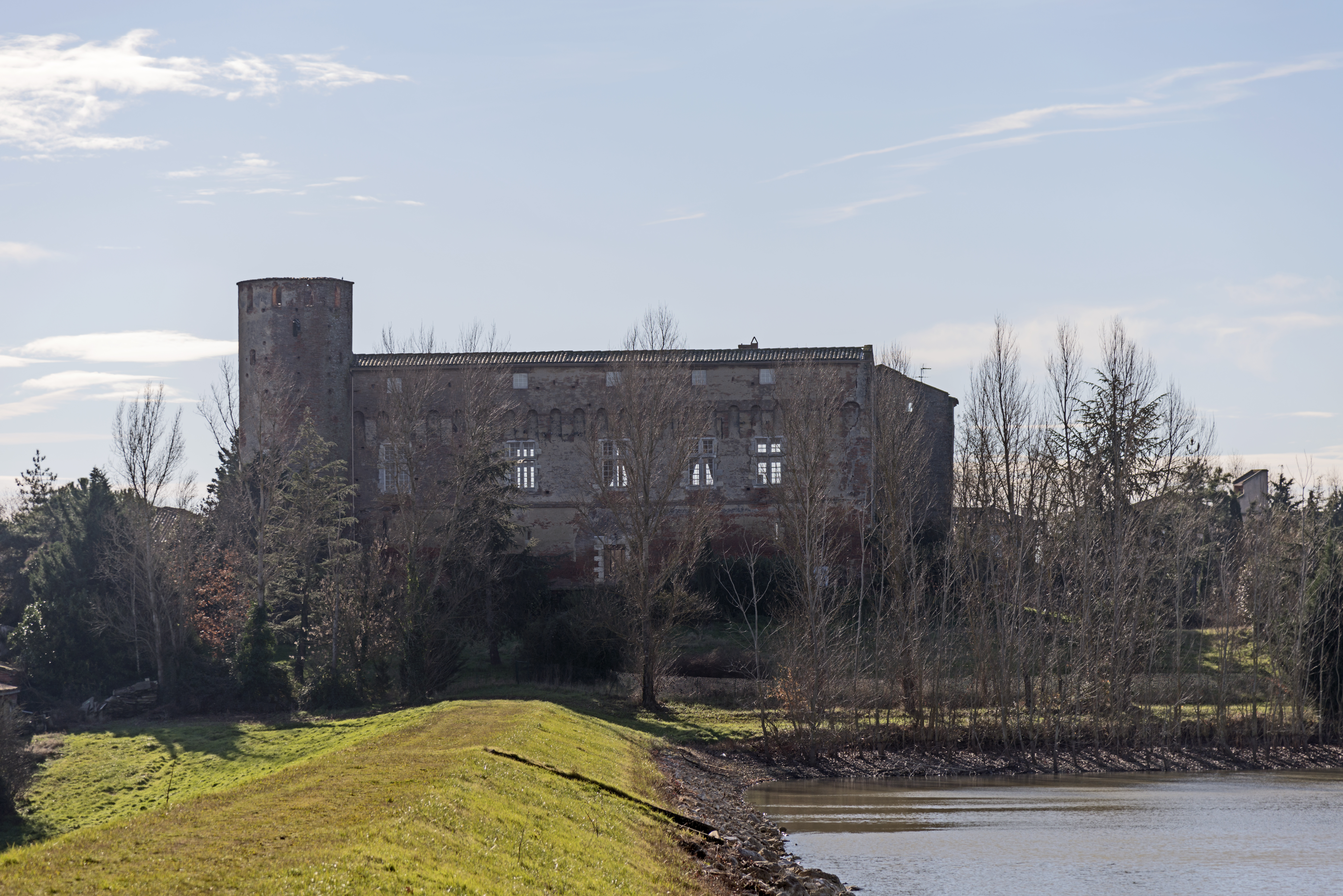
城堡